# NGC 6362
NGC 6362 هي مجرة تتبع كوكبة المجمرة. اكتشفها جيمس دنلوب في 25 يونيو 1826.

## روابط خارجية
- NGC 6362 على موقع ويكي سكاي: DSS2, SDSS, GALEX, IRAS, Hydrogen α, X-Ray, Astrophoto, Sky Map, Articles and images